# Brión
Pour les articles homonymes, voir Brion.
Brión est l'une des 21 municipalités de l'État de Miranda au Venezuela. Son chef-lieu est Higuerote. En 2011, la population s'élève à 58 940 habitants.

## Géographie

### Subdivisions
La municipalité est divisée en 3 paroisses civiles :
- Higuerote ;
- Curiepe ;
- Tacarigua de Brión.